# Cleopatra Fortune
Cleopatra Fortune (яп. クレオパトラフォーチュン) — відеогра-головоломка для аркадних автоматів, створена Taito Corporation у співвиробництві з Natsume. Реліз відбувся у вересні 1996 року. Для північноамериканської аудиторії відома як Cleopatra's Fortune. Портована на Dreamcast, PlayStation, PlayStation 2, Sega Saturn та мобільні пристрої.

## Ігровий процес
Відеогра у жанрі головоломки з аніме стилем та давньоєгипетським сетингом. Ігровий процес схожий з Тетріс, де гравцю потрібно правильно виставити блоки, що падають зверху, для перемоги чи покращення результату. Відеогра має три різні режими: безкінечна гра, гра для двох (версія для PlayStation лише для одного гравця), історія (де гравцю потрібно виконати завдання для перемоги).

## Реліз
Відеогра була портована 14 лютого 1997 року для Sega Saturn, видавництва Taito Corporation. 17 травня 2001 року розроблена та випущена Altron Corporation у Японії для PlayStation, а для Північної Америки — у травні 2003 року. Версія для 21 червня 2001 року портована для Dreamcast, видавництва Altron Corporation. 28 липня 2005 року вийшла для PlayStation 2, видавництва Taito Corporation. Також, 5 вересня 2003 року, вийшла версія для мобільних пристроїв.